# Lon-Agonmey
Lon-Agonmey är ett arrondissement i kommunen Allada i Benin. Den hade 3 492 invånare år 2002.